# Ready 2 Go
Ready 2 Go  è un singolo del disc jockey francese Martin Solveig, pubblicato il 18 aprile 2011 come secondo estratto dal quarto album in studio Smash.
Il brano è stato pubblicato dopo il grande successo del precedente singolo Hello, che ha portato l'artista alla notorietà internazionale, e vede la collaborazione del cantante britannico Kele, membro dei Bloc Party.

## Video musicale
Il video è stato girato il 29 marzo 2011 allo Stade de France durante la pausa del match Francia-Croazia, davanti a 80.000 spettatori, in soli 8 minuti. Durante il video Martin Solveig vestito da calciatore scende in campo assieme alle majorette, mentre il suo manager La Faille (vestito da portiere) mette il disco con scritto "Ready 2 Go" e Martin inizia a cantare e ballare per tutto il campo tra gli applausi del pubblico. Alla fine quando esce dal campo gli steward dello stadio lo sollevano e lo portano via.

## Tracce
Promo - CD-Single (ARS - (UMG) [be])
1. Ready 2 Go (Radio edit) – 3:04
2. Ready 2 Go (Single edit) – 4:24

## Classifiche
| Classifica (2011) | Posizione massima |
| ----------------- | ----------------- |
| Austria           | 42                |
| Belgio (Fiandre)  | 65                |
| Belgio (Vallonia) | 40                |
| Francia           | 20                |
| Germania          | 45                |
| Irlanda           | 38                |
| Paesi Bassi       | 52                |
| Regno Unito       | 48                |
| Spagna            | 43                |
| Svizzera          | 70                |